# ヴォルフ・エッテル
ヴォルフ＝ウード・エッテル（Wolf-Udo Ettel、1921年2月26日 - 1943年7月17日）はドイツ空軍の軍人。第二次世界大戦では約250回の出撃で124機を撃墜したエース・パイロットであり、その戦功から柏葉付騎士鉄十字章を追贈された。

## 経歴
1921年2月26日、ヴァイマル共和国ハンブルクで生まれた。エッテルは二人の弟と共にポツダムのナポラに入学 。1939年11月15日、ドイツ空軍に入隊した。
1942年初頭、東部戦線に参戦中の第3戦闘航空団（JG 3）/第4飛行中隊に配属された。6月24日にイリューシン Il-2を2機撃墜し初戦果を記録した。7月10日にはロシアのA-20を撃墜したが、ヴォロネジ付近で撃墜された。搭乗していたメッサーシュミット Bf109 F-4からベイルアウトして、ドン川を泳いで渡り、4日後に部隊に戻った。 8月9日に20機撃墜、10月7日には30機撃墜を達成した。
1943年2月、第3戦闘航空団はクバーニ橋頭堡に転戦し数ヶ月の間に集中的な作戦行動を展開した。エッテルは赤色空軍の航空機を3月に28機、4月には36機を撃墜した。4月28日にドイツ空軍で38人目となる100機撃墜を達成した 。5月11日には120機目を撃墜したが、搭乗していたメッサーシュミット Bf109 G-4が対空兵器に撃墜され不時着した。彼はソ連軍のライフル射撃を受けたが、ドイツの戦列に戻ることができた。6月1日に騎士鉄十字章を受章した。
6月5日、ギリシャに拠点を置く第27戦闘航空団（JG 27）/第8飛行中隊の中隊長に就任した。7月14日にシチリア島上空でイギリス空軍のスピットファイアを撃墜し、7月16日にはアメリカ陸軍航空軍のB-24を2機とスピットファイアを1機撃墜した。7月17日、レンティーニの南東にあるイギリスの対空兵器を攻撃する近接航空支援を行ったが撃墜され戦死した。満22歳没（享年23）。8月31日、柏葉付騎士鉄十字章が追贈され、289人目の受章者になった。
エッテルの出撃回数は250回を超え、総撃墜数は124機を記録した。その内の21機は、東部戦線で撃墜したイリューシン Il-2だった。

## 叙勲
- 鉄十字章1939年章
  - 2級（1942年7月24日）[5]
  - 1級（1942年8月2日）[5]
- 黄金空軍前線飛行章（1942年10月23日）[5]
- 空軍名誉杯（1943年6月25日）：少尉のパイロットとして[6]
- ドイツ十字章金章（1942年12月23日）：第3戦闘航空団/第4飛行中隊の少尉として[7]
- 柏葉付騎士鉄十字章
  - 騎士鉄十字章（1943年6月1日）：第3戦闘航空団/第4飛行中隊のパイロットとして[8]
  - 柏葉 第289号（1943年8月31日）：第27戦闘航空団/第8飛行中隊の中隊長及び中尉として[8]